# David Tal (historiador)
David Tal (nascido c. 1964) é um historiador e professor israelense. Desde 2009, ele ocupa a Cátedra Kahanoff em Estudos Israelenses na Universidade de Calgary. Ele é especialista em segurança e história diplomática de Israel, bem como na política de desarmamento dos EUA.

## Biografia
Tal concluiu todos os seus estudos de graduação e pós-graduação em história na Universidade de Tel Aviv, recebendo seu bacharelado em 1986, seu mestrado em 1990 e seu doutorado em 1995. Ele foi instrutor no departamento de história da Universidade de Tel Aviv de 1994 a 1996 e professor desse departamento e do Programa de Estudos de Segurança de 1996 a 2005. Foi pesquisador da OTAN de 2000 a 2002.
Desde 2005, Tal é professor visitante na Emory University, Atlanta, Geórgia (2005–2006, 2008–2009), Universidade de Syracuse, Syracuse, Nova York (2006–2008). Em 2009 ingressou no departamento de história da Universidade de Calgary como professor e na Cátedra Kahanoff em Estudos Israelenses em Calgary, na província de Alberta, no Canadá (2009-presente). Em 2014 mudou-se para a Universidade de Sussex, Reino Unido, onde ocupa a Cátedra Yossi Harel em Estudos Modernos de Israel.